# 21 Baza Lotnictwa Taktycznego
21 Baza Lotnictwa Taktycznego im. mjr. pil. Stefana Steca (21 BLT)  – jednostka lotnicza szczebla taktycznego Sił Powietrznych. Baza lotnicza zlokalizowana około 5 kilometrów na wschód od centrum Świdwina.

## Historia
Jednostka została sformowana 1 lipca 2010 w wyniku połączenia z 7 elt, 8 elt i 40 elt. Baza podporządkowana jest 1 Skrzydłu Lotnictwa Taktycznego. Głównym jej zadaniem jest zapewnienie odpowiedniego zaplecza logistycznego dla eskadr lotnictwa taktycznego oraz zapewnienie sprawnego szkolenia lotniczego.

### Kultywowanie tradycji
Decyzją MON nr 499/MON z dnia 28 grudnia 2010 roku baza dziedziczy i kultywuje tradycje następujących jednostek:
- 40 pułku lotnictwa myśliwskiego (1951–1971)
- 86 batalionu łączności (1968–1998)
- 47 Ruchomych Warsztatów Remontu Lotniczego (1951–1957)
- 47 Polowych Warsztatów Lotniczych (1957–1999)
- 28 Ruchomego Warsztatu Naprawy Samochodów (1966–1999)
- 19 batalionu radiotechnicznego (1968–1995)
- 40 pułku lotnictwa myśliwsko-szturmowego (1971–1982)
- 48 eskadry lotniczej (1978–1990)
- 1 Centrum Dowodzenia Bojowego Armii Lotniczej (1978–1983)
- 40 pułku lotnictwa myśliwsko-bombowego (1982–1999)
- 1 Centrum Dowodzenia Bojowego Wojsk Lotniczych Frontu (1983–1990)
- 1 Centrum Dowodzenia Bojowego Lotnictwa (1990–1995)
- 1 Ośrodka Dowodzenia Lotnictwa (1995–2001)
- 8 eskadry lotnictwa taktycznego (2000–2010)
- 39 eskadry lotnictwa taktycznego (2000–2003)
- 40 eskadry lotnictwa taktycznego (2000–2010)
- 11 Bazy Lotniczej (2000–2002)
- 21 Bazy Lotniczej (2000–2010)

Tą samą decyzją 21 Baza Lotnictwa Taktycznego odziedziczyła sztandar po 21 Bazie Lotniczej. Święto jednostki obchodzone jest 1 lipca.
Decyzją Nr 143/MON z dnia 5 września 2019 roku patronem 21 BLT został mjr pil. Stefan Stec. 

Insygnia
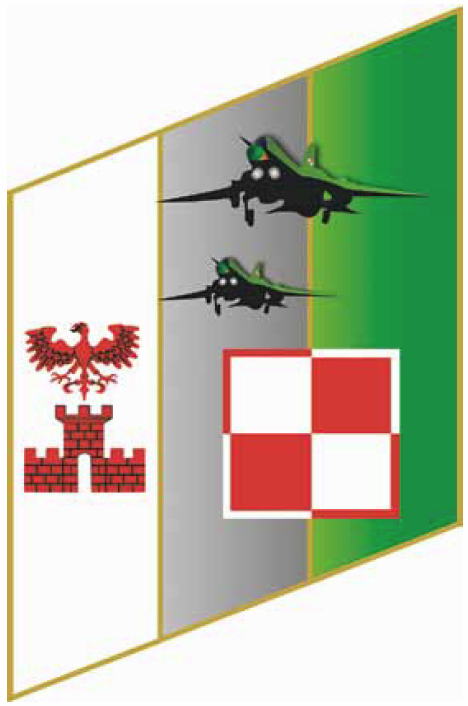
Odznaka pamiątkowa (2011)
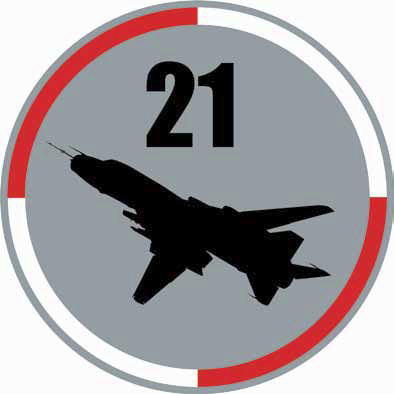
Oznaka rozpoznawcza na mundur wyjściowy (2011-2024)
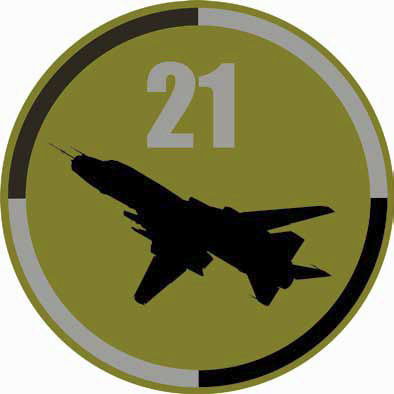
Oznaka rozpoznawcza na mundur polowy (2011-2024)
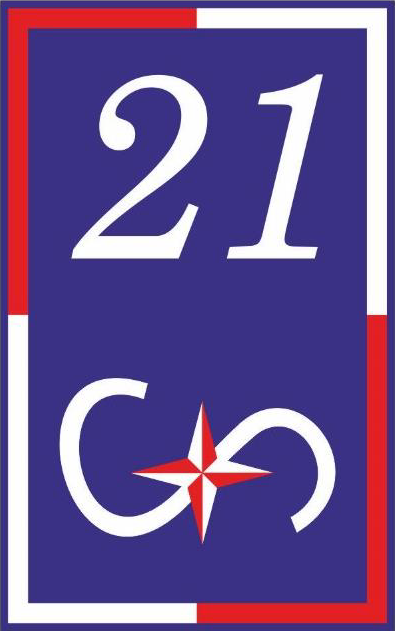
Oznaka rozpoznawcza na mundur wyjściowy (od 2024)
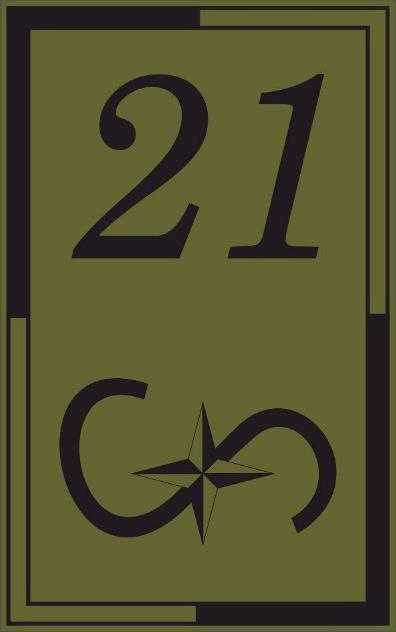
Oznaka rozpoznawcza na mundur polowy (od 2024)

## Przygotowanie do przyjęcia nowych samolotów
6 października 2023, 17 Terenowy Oddział Lotniskowy w Gdańsku podpisał umowę z konsorcjum firm PORR S.A.  oraz Elektrobud Grudziądz  na modernizację infrastruktury lotniskowej w 21 Bazie Lotnictwa Taktycznego w Świdwinie. Wartość kontraktu wynosi ponad 258 milionów złotych brutto, a zakończenie prac planowane jest na koniec 2026.
W ramach inwestycji zmodernizowanych zostanie ponad 300 tysięcy metrów kwadratowych nawierzchni, w tym droga startowa, drogi kołowania, płaszczyzny postojowe, płaszczyzny prób silników oraz droga samochodowa łącząca strefę cargo z drogą kołowania. Projekt obejmuje także modernizację i przebudowę infrastruktury technicznej oraz instalację certyfikowanego systemu hamowania awaryjnego BAK-14M na obu kierunkach drogi startowej.
Zakres prac zawiera również przebudowę systemu oświetlenia, budowę nowych słupów oświetleniowych o wysokości 20 metrów z opuszczaną koroną oraz modernizację systemu podejścia CALVERT na kierunku 29. Modernizacja pozwoli na przyjęcie FA-50, które stanowić mają podstawowe samoloty do czasu przybycia F-35. 

## Dowódcy bazy
- płk dypl. pil. Ireneusz Starzyński (1 VII .2010 – 15 V 2015)
- płk dypl. pil. Karol Jędraszczyk (16 VI 2015 – 30 IX 2019)
- płk pil. mgr inż. Bartłomiej Mejka (1 X 2019[3] – V 2022)
- płk pil. mgr inż. Roman Stefaniak (V 2022 – obecnie)

## Struktura
- dowództwo 21 BLT
- sztab
- Grupa Działań Lotniczych
  - 1 eskadra lotnicza
  - 2 eskadra lotnicza
  - eskadra wsparcia
- Grupa Obsługi Technicznej
  - 1 eskadra obsługi
  - 2 eskadra obsługi
- Grupa Wsparcia
  - eskadra dowodzenia
  - eskadra zabezpieczenia